# Кампанії Антіоха II в районі Пропонтиди
Кампанії Антіоха II в районі Пропонтиди – кілька епізодів з діяльності царя з династії Селевкидів Антіоха II в районі Чорноморських проток.

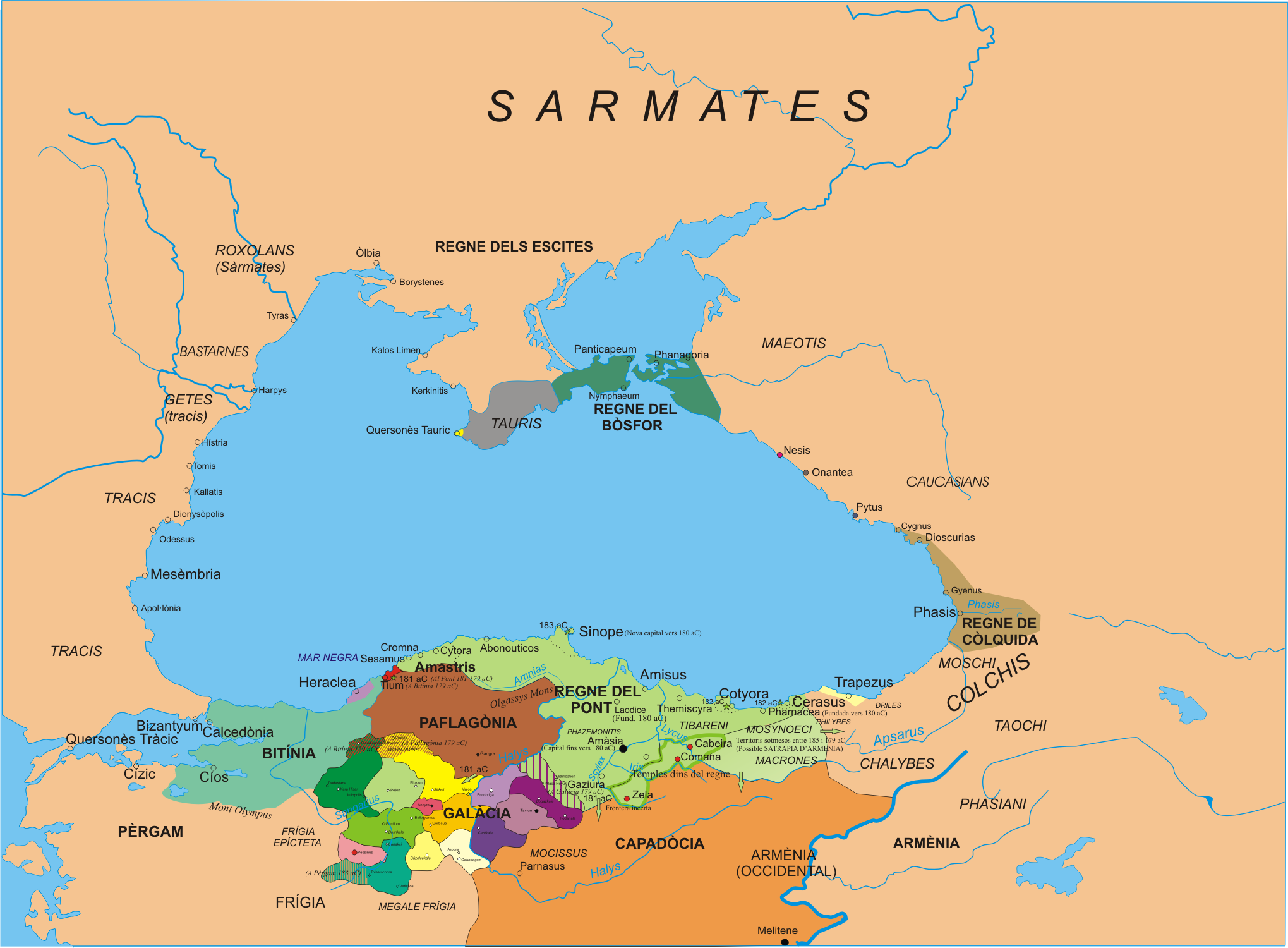
Карта Чорного моря. Зокрема, позначені згадані у статті Візантій, Гераклея Понтійська, Аполлонія Понтійська та Істрія

У 260—253 роках до н. е. держава Селевкідів вела Другу Сирійську війну з Єгиптом Птолемея II. Останній мав мережу володінь на узбережжі та островах східного Середземномор’я, котра, ймовірно, вже досягала району Пропонтиди. У підсумку бойові дії пішли не дуже вдало для єгипетського царя, який, зокрема, втратив Ефес на західному узбережжі Малої Азії. 

## Кампанія у південній Фракії
Є підстави вважати, що в якийсь момент Антіох II організував кампанію в районі Пропонтиди проти єгиптян та/або їх союзників. Розташована на Херсонесі Фракійському (півострів, що утворює західну сторону протоки Дарданелли) Лісімахія у середині 250-х років почала карбувати монети сирійського царя. Певні зміни відбулись і в містах на малоазійському, підконтрольному Селевкідам і раніше, узбережжі. Так, розташовані в Троаді Іліон та Александрія Троадська замість власного типу монет перейшли до карбування царських, що, без сумніву, свідчить про встановлення більш тісного контролю центральної влади на цими поселеннями.

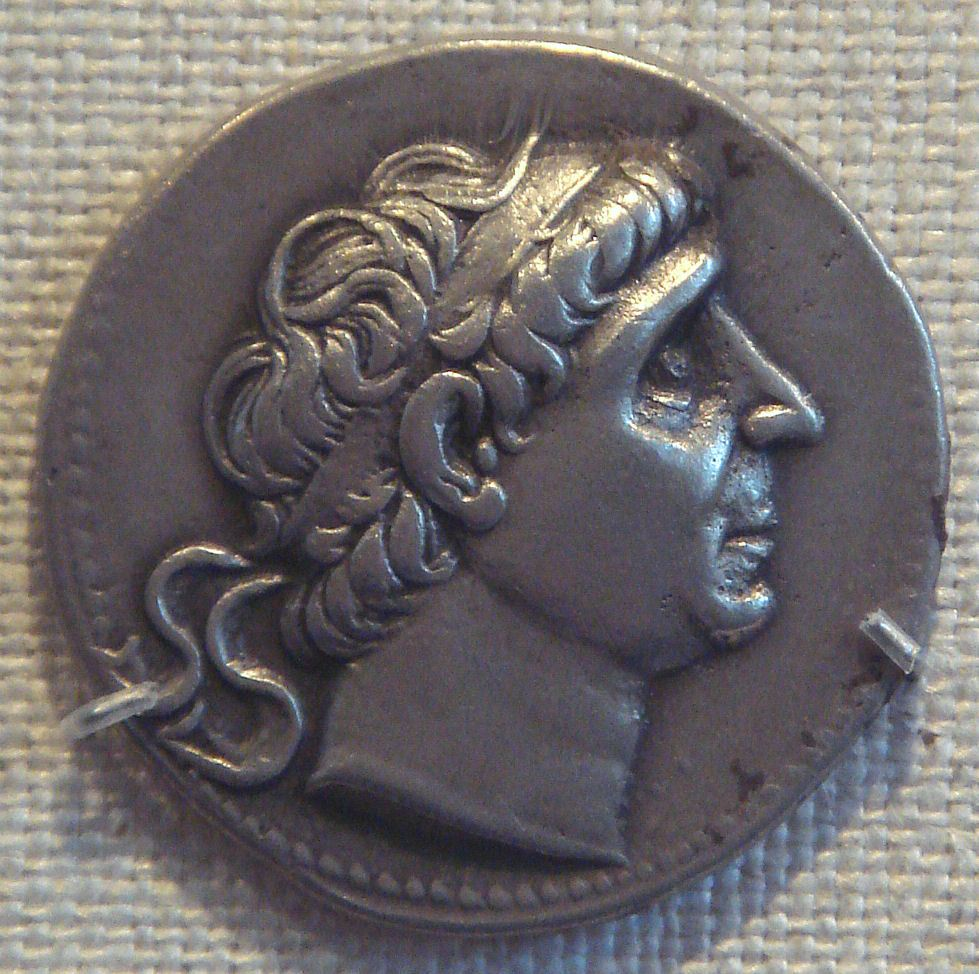
Антіох II

Крім того, у своїх «Стратегемах» Полієн пише про якогось Антіоха, котрий обложив фракійське місто Кіпсела (в долині Мариці за три з половиною десятки кілометрів від моря), при цьому йому допомагали фракійські ж вожді Тіріс та Дроміхет Молодший. Щоб справити враження на оборонців, Антіох наказав союзникам виступити в битву увішаними золотими намистами та з срібною зброєю. Мешканці Кіпсели, побачивши стільки коштовностей на своїх одноплемінниках, приєднались до Антіоха та стали допомагати йому. Вважається, що цей епізод стосується саме кампанії Антіоха II Теоса в районі Пропонтиди.
Нарешті, один з єгипетських папірусів оповідає про діяльність єгипетського полководця Птолемея Андромаха, котрий успішно діяв на узбережжі південної Фракії та, зокрема, захопив Ен – події, котрі дослідники асоціюють з початком наступної Третьої Сирійської війни (246—241 рр. до н. е.). Тоді ж Лісімахія припинила карбування монет Селевкидів. Все це свідчить на користь того, що під час Другої Сирійської війни Антіох II провів військову кампанія в районі Пропонтиди та витіснив звідси єгипетського царя, котрий в подальшому був вимушений відновлювати свою владу у регіоні.

## Облога Візантія

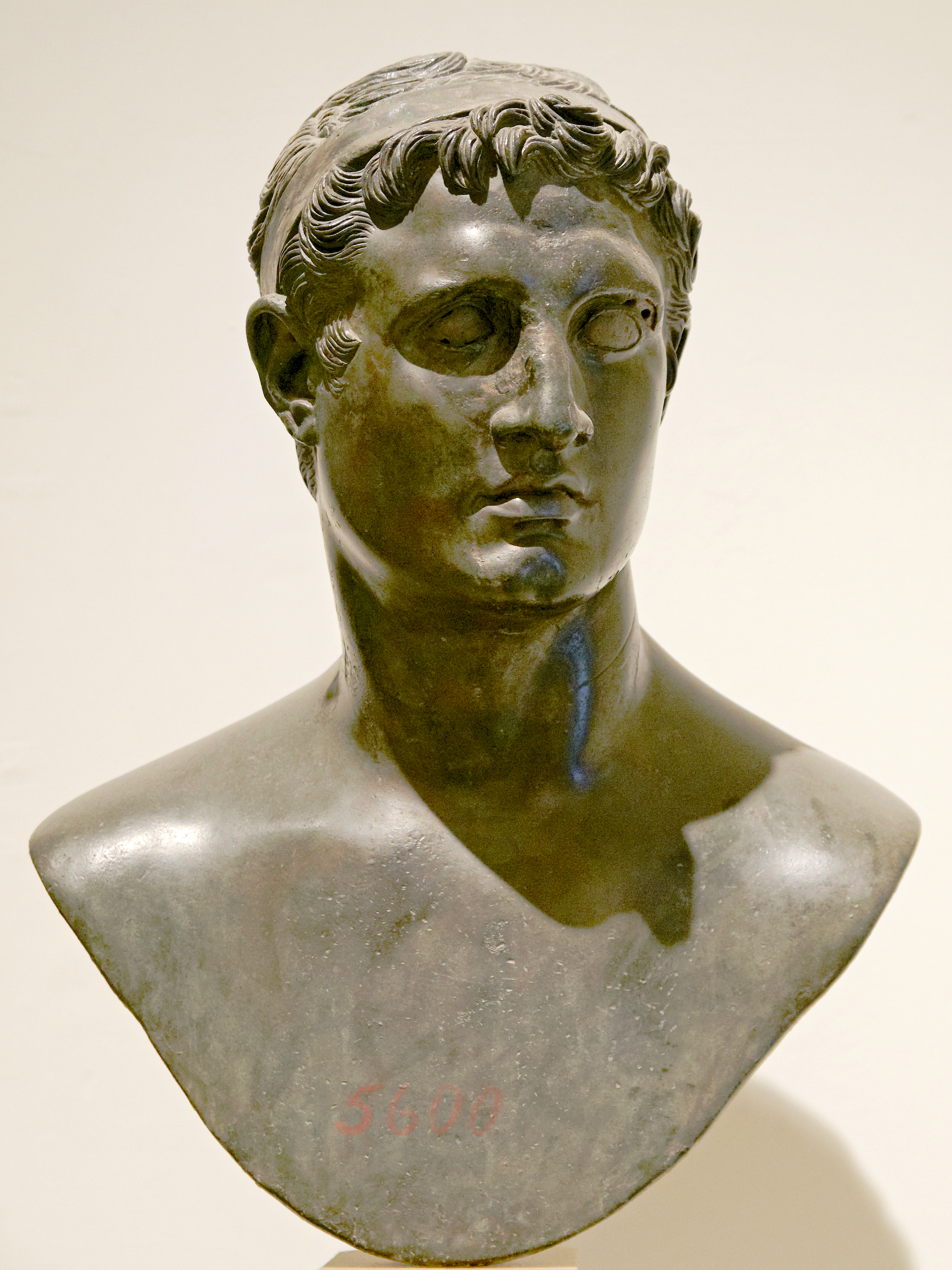
Птолемей II. В подяку за його допомогу мешканці Візантія звели храм, де пошановували єгипетського царя як бога

Відомо про короткочасну війну Антіоха II із містом Візантій, яке контролювало прохід через північну із Чорноморських проток. Її дата достеменно невідома, проте ряд джерел відносить ці події до 251 р. до н. е. (тобто невдовзі після закінчення Другої Сирійської війни). Інші дослідники віддають перевагу датуванню біля 260 р. до н. е. або від 248/247 до 246 рр. до н. е.
Візантій звернувся до своїх союзників, з яких Гераклея Понтійська надіслала  40 трирем, котрі повинні були допомогти впоратись із флотом Антіоха II. Суттєвий обсяг продовольства, військового спорядження та грошових коштів виділив візантійцям єгипетський цар Птолемей II (в знак подяки йому мешканці Візантія звели на березі Босфору – приблизно в районі палацу Долмабахче – храм, де Птолемей II пошановувався як бог). Водночас невідомо, чи надали допомогу якісь інші члени північної ліги, спільно з якими Візантій три десятки років тому вже боровся проти Селевкідів. У будь-якому випадку, Антіох II так і не наважився на прямий напад.
Також відомо, що в середині 3 століття до н. е. Візантій вів війну із кількома західнопонтійськими містами. Датування й цього конфлікту залишається невизначеним, проте не виключають, що ворожі дії Антіоха II по відношенню до візантійців були викликані саме ним. В цьому контексті можливо відзначити існування ряду свідчень про дружні відносини Селевкідів із містами Західного Причорномор’я. Так, відомий фрагментарний декрет із Аполлонії Понтійської (наразі болгарський Созополь на півдні Бургаської затоки), в якому висловлюється пошана полководцю Антіоха. Розташована північніше Істрія (на території сучасної Румунії одразу на південь від дельти Дунаю), ймовірно, карбувала у 250-х роках монети селевкідського типу з портретом Антіоха II.